# Linea alba
La linea alba è una struttura aponeurotica situata sulla porzione mediana dell'addome che prende il nome dal colore ("albus", in latino, vuol dire bianco) delle fibre che contribuiscono a formarla.
I muscoli dell'addome obliquo esterno  e obliquo interno, partendo dalle loro inserzioni posteriori, si portano in avanti e le loro aponeurosi, dopo aver circondato al davanti e dietro i muscoli retti addominali, si incrociano sulla linea mediana formando una struttura particolarmente robusta e scarsamente vascolarizzata. Per questo motivo la linea alba è la sede preferita delle ampie incisioni laparatomiche praticate negli interventi maggiori di chirurgia addominale.
Nella decussazione delle fibre aponevrotiche rimangono piccoli spazi che permettono il passaggio ai vasi e ai nervi locali.

## Patologia
È possibile che minuscole quantità di grasso penetrino in questi orifizi, allargandoli. In tal modo si creano delle aree di debolezza nelle quali può farsi strada un'ernia epigastrica o della linea alba.